# 岡崎勝男
岡崎 勝男（おかざき かつお、1897年（明治30年）7月10日 - 1965年（昭和40年）10月10日）は、日本の政治家、外交官。内閣官房長官（第6代）、外務大臣（第72-74代）、衆議院議員（3期）。第二次世界大戦後、吉田茂によって推進された対米協調外交において重要な役割を担った人物。また陸上競技選手（中距離走・長距離走）としての経歴も持つ。

## 来歴・人物

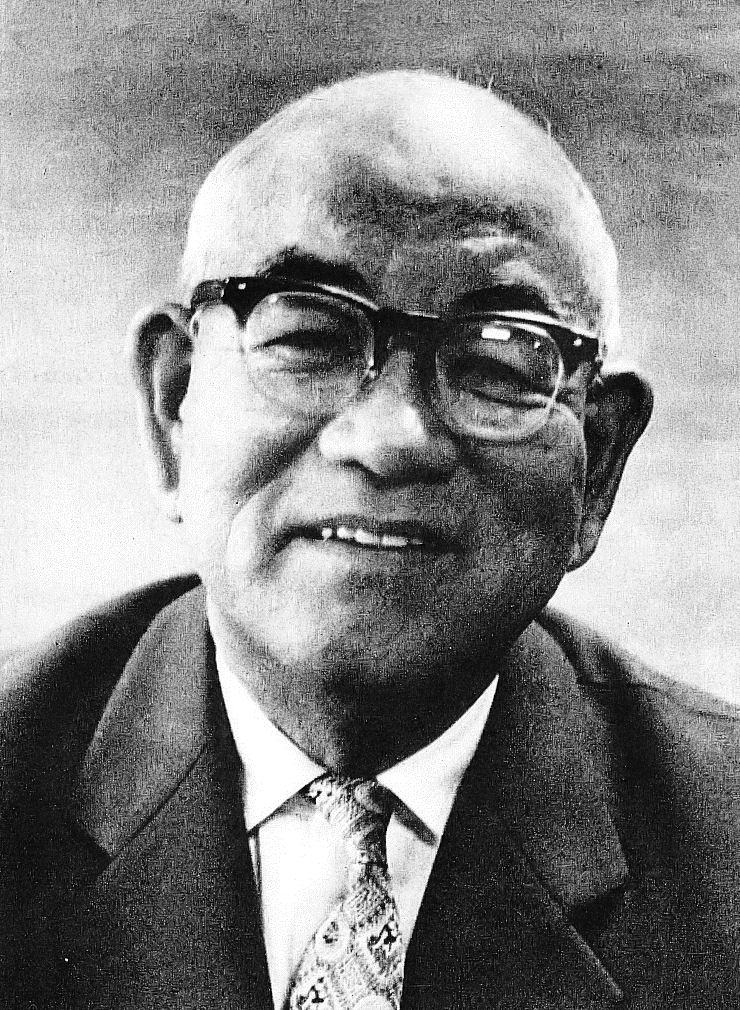
1961年

### 生い立ち
神奈川県横浜市生まれ。米屋を営む岡崎安之助の十男。23歳上の長兄に政治家で日米富士自転車を創業した岡崎久次郎がいる。
厚木中学（現神奈川県立厚木高等学校）、第一高等学校を経て、1922年東京帝国大学経済学部を卒業。

### 外交官として
外務省に入省する。
カルカッタ総領事、外務省調査官、情報局情報官を経て外務省調査局長となる（1945年6月）。
終戦後の8月18日、アメリカ政府から降伏条件遂行のため代表者をマニラに派遣するように要求があり、翌8月19日、全権委員となった河辺虎四郎参謀次長の随員の一人として現地に赴く。その後終戦連絡中央事務局長官として、9月2日、ミズーリの艦上での降伏文書調印式に、外相重光葵を首席代表に日本側全権団随員で参列した。

### 「直接軍政」から「間接統治」へ

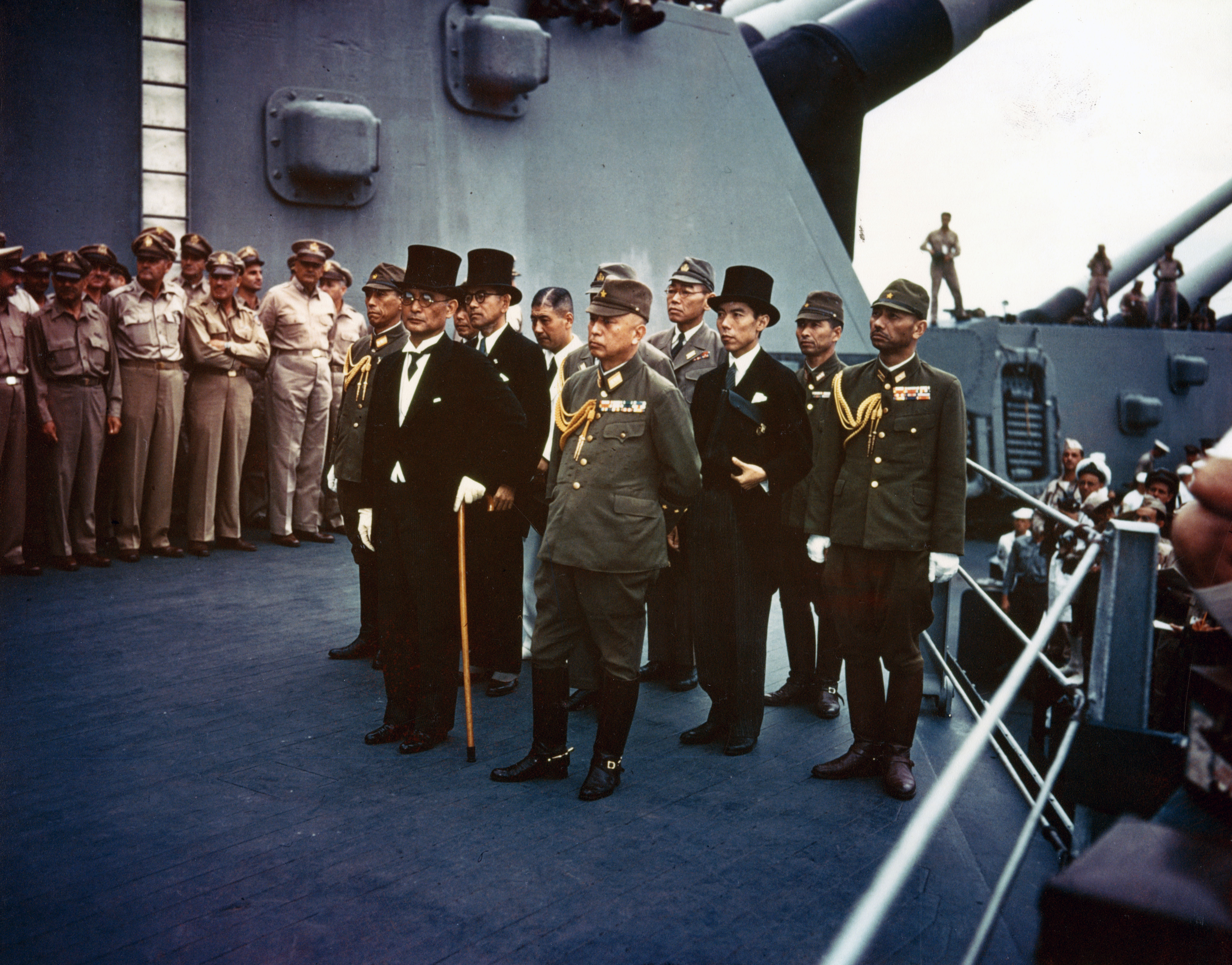
降伏文書調印式に出席する岡崎（2列目左から2番目のシルクハットの人物）

ミズーリ号艦上での式典が終わって数時間後の午後4時過ぎ、終戦連絡委員会の鈴木九萬公使はGHQの参謀次長マーシャルより、翌9月3日に告示する予定の「三布告」について告げられた。その内容は以下の通りで、完全な直接軍政である。
1. 一切の政府の権能を連合国最高司令官（SCAP）の権力の下に置き、英語を公用語とすること
2. SCAP命令への違反者は「占領軍裁判官」が処刑する権利を持つこと
3. 占領軍の発行するB軍票を通貨として認めること

知らせを受けた外務省はすぐに岡崎を横浜のホテルニューグランド（占領当初のGHQは現在の横浜税関に置かれた）に派遣し、2日深夜マーシャルに面会の上三布告の公布差し止めを要請、同意取り付けに成功した。翌日には重光外相とマッカーサーの会見により、間接統治の方向で妥結をみた。しかし、三布告を撤回させられたGHQは岡崎を公職追放としてしまう。

### 政界へ
1945年10月、幣原内閣が発足し、吉田茂が外相になると、大幅な人事異動を行った。これを機に岡崎は辞表を提出するが、その身の処し方が吉田の印象に残ったとみえ、直接電話で呼び戻され、しばらく吉田のアシスタントのような仕事をしていた。翌1946年第1次吉田内閣の発足とともに正式に外務省に復帰し、総務局長、事務次官を務める。なお、事務次官時代に杉原千畝に退職勧奨を行っている。1949年第24回衆議院議員総選挙に民主自由党から旧神奈川3区にて立候補し、当選する。以後当選3回。また、1950年前後より、日米富士自転車の社長を務める。

### 選挙違反容疑
1952年9月1日に選挙事務所開きが行われた際、藤沢駅前の旅館で選挙民1000名に酒食のもてなしを行っていた疑惑が取りざたされた。国家地方警察神奈川県本部と横浜地方検察庁は、選挙違反容疑で130名の参会者を取り調べたが、岡崎が宴席に出席していたと証言する者はわずかであった。このことから1953年9月2日、横浜地検は最高検あてに不起訴処分とする報告書を送っている。

### 対米協調路線の構築
衆院外務委員長を経て、1950年の第3次吉田第1次改造内閣では内閣官房長官として入閣する。1952年には国務大臣として、国務次官補ラスクと交渉の上、駐留軍への施設提供・費用分担を取り決めた日米行政協定を締結した。また。同年より外務大臣となり、1954年には日米相互防衛援助協定（MSA協定）を締結した。
外務大臣時代の1953年に、中国残留日本人孤児の日本への引き揚げに関する民間交渉で中国に渡ろうとした高良とみ参議院議員に対し、共産国家への敵視政策から旅券を発行しようとせず、日本国内で大きな問題になった（その後日本の世論に押されて、発行に迫られた）。
これらのように、吉田対米協調路線の忠実な代弁者として、重要な協定の締結にあたってきたが、あまりに熱心過ぎたためか、1954年4月には日米協会でのスピーチで「米国のビキニ環礁での水爆実験に協力したい」と述べ、第五福竜丸被爆の悲劇の直後であったために国民の憤激を買った。
吉田退陣後は1955年の第27回衆議院議員総選挙で落選。1963年の第30回衆議院議員総選挙に自由民主党公認で旧神奈川1区から立候補したが落選し政界を引退。その後はアラビア石油相談役、国連大使（1961年 - 1963年）などを務めた。
1965年10月10日死去、68歳。死没日をもって勲一等旭日桐花大綬章追贈（勲三等からの昇叙）、正四位から正三位に叙される。

### 文献
- 著書『戦後二十年の遍歴』「シリーズ戦後史の証言 占領と講和6」中公文庫、1999年

解説柴田紳一（シリーズ全8巻）、元版は私家版
- 『証言私の昭和史 5 終戦前後』- 回想「ミズーリ号の降伏使：私の終戦覚え書」

東京12チャンネル報道部 編、学芸書林、1969年 - 旺文社文庫、文春文庫で再刊

## 陸上選手として

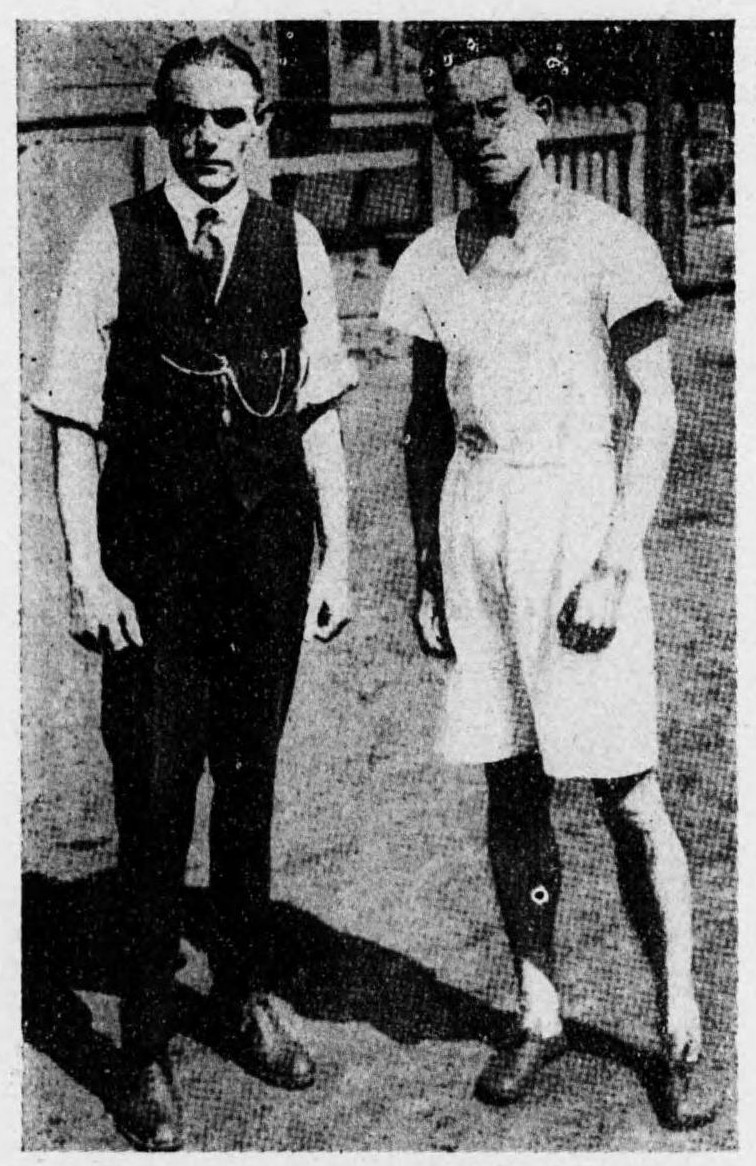
岡崎勝男（1924年、右）

東大から外務省時代初期にかけて陸上競技選手として活動した。
1920年の第8回日本陸上競技選手権大会では1500mに4分28秒2で優勝した。
極東選手権競技大会では、第5回（1921年、上海）と第6回（1923年、大阪）に日本代表として出場、第5回は1マイルに優勝、880ヤードで2位、第6回は880ヤードと1マイルの両方に優勝した。
パリ在勤中には、1924年パリオリンピックの陸上競技代表となり、5000m（途中棄権）と10000m（棄権）に出場した。

## 家族・親族
出典『第廿一版 人事興信録 上』。
- 妻・島子（1907年生。旧子爵前田利定の次女、お茶の水高等女学校出身。日本代表選手としてテニスのウィンブルドン大会に出場経験あり[11]） - ただし日本テニス協会では日本女性の参加は1954年（加茂幸子）以降としている）
- 長男、長女
- 伊奈恭子 （孫。娘よしの子[11]。フィギュアスケートの元オリンピックアメリカ代表選手）
- いとこ・酒井美意子